# Santa Marta (estación)
Santa Marta es una de las estaciones que forman parte del Metro de Ciudad de México, perteneciente a la Línea A. Se ubica al oriente de la Ciudad de México y del Estado de México, en el límite estatal de la alcaldía Iztapalapa y el municipio de La Paz.

## Información general
Es llamada así por encontrarse cerca de la colonia Santa Marta Acatitla, la colonia tomó este nombre ya que fue una fusión entre el asentamiento prehispánico de Acatitla y el nombre de la santa patrona de la región: Santa Marta. Su símbolo es la imagen de la mencionada santa con un cántaro entre sus manos.
Esta estación está al lado de un CETRAM que tiene rutas a diversos municipios del Estado de México, como lo son Nezahualcóyotl, Ixtapaluca, Chalco, Texcoco, Chimalhuacán y a algunas colonias de la poblada Sierra de Santa Catarina en la alcaldía de Iztapalapa.

## Salidas de la estación
- Norponiente: Avenida Generalísimo Morelos y andadores Rocha y Pardiñas, Colonia Ermita Zaragoza.
- Nororiente: Avenida Generalísimo Morelos y Galeana, Colonia Ermita Zaragoza.
- Suroriente: Calzada Ignacio Zaragoza, Colonia Lomas de Zaragoza.

## Afluencia
El número total de usuarios para 2014 fue de 8,289,191 usuarios, el número de usuarios promedio para el mismo año fue el siguiente:
| Tipo de día   | Afluencia promedio |
| ------------- | ------------------ |
| Día festivo   | 15,073             |
| Día laboral   | 24,362             |
| Fin de semana | 24,368             |
| Anual         | 48,790             |

La siguiente tabla muestra la afluencia de la estación en los últimos 10 años:
| Afluencia Anual de Pasajeros | Afluencia Anual de Pasajeros | Afluencia Anual de Pasajeros | Afluencia Anual de Pasajeros | Afluencia Anual de Pasajeros | Afluencia Anual de Pasajeros |
| ---------------------------- | ---------------------------- | ---------------------------- | ---------------------------- | ---------------------------- | ---------------------------- |
| Año                          | Afluencia                    | A Diario                     | Ranking                      | Incremento                   | Ref.                         |
| 2023                         | 10,434,732                   | 28,588                       | 22°/195                      | -9.02%                       | [ 5 ]                        |
| 2022                         | 11,469,310                   | 31,422                       | 18°/195                      | +31.88%                      | [ 6 ]                        |
| 2021                         | 8,697,084                    | 23,827                       | 20°/195                      | +17.78%                      | [ 7 ]                        |
| 2020                         | 7,384,101                    | 20,175                       | 26°/195                      | -26.80%                      | [ 8 ]                        |
| 2019                         | 10,088,191                   | 27,638                       | 49°/195                      | +4.86%                       | [ 9 ]                        |
| 2018                         | 9,620,244                    | 26,356                       | 53°/195                      | +6.57%                       | [ 10 ]                       |
| 2017                         | 9,027,384                    | 24,732                       | 55°/195                      | -3.21%                       | [ 11 ]                       |
| 2016                         | 9,326,927                    | 25,483                       | 56°/195                      | +30.43%                      | [ 12 ]                       |
| 2015                         | 7,151,062                    | 19,591                       | 88°/195                      | -24.05%                      | [ 13 ]                       |
| 2014                         | 9,415,574                    | 25,796                       | 57°/195                      | -1.99%                       | [ 14 ]                       |